# Mestaruussarja 1961
La Mestaruussarja 1961 fu la cinquantaduesima edizione della massima serie del campionato finlandese di calcio, la trentunesima come Mestaruussarja. Il campionato, con il formato a girone unico e composto da dodici squadre, venne vinto dall'HIFK.

## Squadre partecipanti
| Club            | Città       | Stagione 1960                        |
| --------------- | ----------- | ------------------------------------ |
| Haka            | Valkeakoski | Campione di Finlandia                |
| HIFK            | Helsinki    | 5º posto in Mestaruussarja           |
| HJK             | Helsinki    | 9º posto in Mestaruussarja           |
| HPS             | Helsinki    | 4º posto in Mestaruussarja           |
| KIF             | Helsinki    | 3º posto in Mestaruussarja           |
| KuPS            | Kuopio      | 6º posto in Mestaruussarja           |
| Pallo-Pojat     | Helsinki    | 7º posto in Mestaruussarja           |
| TaPa            | Tampere     | 1º posto in Suomensarja Pohjoislohko |
| TPS             | Turku       | 2º posto in Mestaruussarja           |
| TuTo            | Turku       | 1º posto in Suomensarja Etelälohko   |
| VIFK            | Vaasa       | 8º posto in Mestaruussarja           |
| Viipurin Reipas | Lahti       | 1º posto in Suomensarja Itälohko     |

## Classifica finale
|  | Pos. | Squadra         | Pt | G  | V  | N | P  | GF | GS | DR  |
|  | ---- | --------------- | -- | -- | -- | - | -- | -- | -- | --- |
|  | 1.   | HIFK            | 31 | 22 | 14 | 3 | 5  | 57 | 26 | +31 |
|  | 2.   | KIF             | 30 | 22 | 14 | 2 | 6  | 45 | 29 | +16 |
|  | 3.   | Haka            | 29 | 22 | 12 | 5 | 5  | 51 | 32 | +19 |
|  | 4.   | TPS             | 24 | 22 | 11 | 2 | 9  | 48 | 49 | -1  |
|  | 5.   | Viipurin Reipas | 22 | 22 | 9  | 4 | 9  | 37 | 37 | 0   |
|  | 6.   | HJK             | 21 | 22 | 7  | 7 | 8  | 42 | 41 | +1  |
|  | 7.   | HPS             | 20 | 22 | 9  | 2 | 11 | 49 | 56 | -7  |
|  | 8.   | TaPa            | 20 | 22 | 7  | 6 | 9  | 38 | 48 | -10 |
|  | 9.   | KuPS            | 19 | 22 | 8  | 3 | 11 | 40 | 45 | -5  |
|  | 10.  | VIFK            | 18 | 22 | 7  | 4 | 11 | 42 | 53 | -11 |
|  | 11.  | Pallo-Pojat     | 17 | 22 | 7  | 3 | 12 | 30 | 41 | -11 |
|  | 12.  | TuTo            | 13 | 22 | 5  | 3 | 14 | 36 | 58 | -22 |

Legenda:
      Campione di Finlandia e ammessa alla Coppa dei Campioni 1962-1963
      Retrocesse in Suomensarja
Note:
Due punti a vittoria, uno a pareggio, zero a sconfitta.